# Виле Сан Пјетро (Империја)
Виле Сан Пјетро је насеље у Италији у округу Империја, региону Лигурија.
Према процени из 2011. у насељу је живело 109 становника. Насеље се налази на надморској висини од 500 м.